# Bugrino (Kaliningrad)
Bugrino (russisch Бугрино, deutsch Charlottenhof, Kreis Königsberg) ist ein Ort in der russischen Oblast Kaliningrad. Er gehört zur kommunalen Selbstverwaltungseinheit Stadtkreis Gurjewsk im Rajon Gurjewsk.

## Geographische Lage
Bugrino liegt zwölf Kilometer südlich der Rajonshauptstadt Kaliningrad (Königsberg) an der Südostgrenze des Rajon Gurjewsk zum Rajon Bagrationowsk. Bis in den Nachbarort Niwenskoje (Wittenberg) sind es drei Kilometer. Durch den Ort verläuft die Kommunalstraße 27K-321 von Niwenskoje. Bahnstation ist Wladimirowo (Tharau) an der Bahnstrecke von Kaliningrad nach Bagrationowsk (Preußisch Eylau) (ehemalige Ostpreußische Südbahn).

## Geschichte
Der einst Charlottenhof wurde am 30. April 1874 in den neu errichteten Amtsbezirk Gollau (heute russisch: Poddubnoje) eingegliedert und gehörte somit zum Landkreis Königsberg (Preußen) (ab 1939 Landkreis Samland) im Regierungsbezirk Königsberg der preußischen Provinz Ostpreußen.
Im Jahre 1910 zählte der Gutsbezirk Charlottenhof 101 Einwohner. Am 30. September 1928 verlor Charlottenhof seine Eigenständigkeit und wurde nach Wernsdorf (russisch: Podlesnoje, heute nicht mehr existent) eingemeindet. Am 14. Mai 1930 erfolgte der Wechsel in den Amtsbezirk Mahnsfeld (heute russisch: Polewoje).
Infolge des Zweiten Weltkrieges kam Charlottenhof 1945 mit dem nördlichen Ostpreußen zur Sowjetunion. Im Jahr 1950 erhielt der Ort die russische Bezeichnung Bugrino und wurde gleichzeitig dem Dorfsowjet Zwetkowski selski Sowet im Rajon Kaliningrad zugeordnet. Später gelangte der Ort in den Nowomoskowski selski Sowet im Rajon Gurjewsk. Von 2008 bis 2013 gehörte Bugrino zur Landgemeinde Nowomoskowskoje selskoje posselenije und seither zum Stadtkreis Gurjewsk.

## Kirche
Mit seiner vor 1945 überwiegend evangelischen Bevölkerung war Charlottenhof in das Kirchspiel Mahnsfeld (heute russisch: Polwoje) eingepfarrt. Es gehörte zum Kirchenkreis Königsberg-Land I in der Kirchenprovinz Ostpreußen der Kirche der Altpreußischen Union. Letzter deutscher Geistlicher war Pfarrer Manfred Wilde von Wildemann.
Heute liegt Bugrino im Einzugsgebiet der evangelisch-lutherischen Auferstehungskirchengemeinde in Kaliningrad (Königsberg). Sie liegt in der Propstei Kaliningrad der Evangelisch-lutherischen Kirche Europäisches Russland (ELKER).